# Tadeusz Wąs
Tadeusz Wąs (ur. 1912 w Żerkowie, zm. 2005 w Crewe, Wielka Brytania) – polski malarz tworzący w Wielkiej Brytanii.

## Życiorys
Studiował na Akademii Sztuk Pięknych w Krakowie, jego domeną było malarstwo ścienne i tworzenie witraży. Po rozpoczęciu II wojny światowej został aresztowany przez NKWD i zesłany do obozu jenieckiego, z którego udało mu się uciec. Dostał się do Armii Andersa. Służył w 3 Batalionie Strzelców Karpackich, w stopniu starszego strzelca. Przeszedł szlak bojowy przez Bliski Wschód i Włochy, gdzie po zakończeniu wojny pozostał. Od 1945 przez dwa lata studiował w Rzymie, w 1946 jego prace uczestniczyły w Międzynarodowej Wystawie Sztuki, gdzie otrzymał srebrny medal. W 1947 wyjechał do Glasgow i zamieszkał w obozie dla zdemobilizowanych polskich żołnierzy w Nantwich (Cheshire). Początkowo usiłował żyć z malarstwa, ale jego sytuacja materialna była wyjątkowo trudna. Mimo to uważał, że jego twórczość odgrywa ważną rolę w sztuce współczesnej brytyjskiej. W kolejnych latach podjął się pracy pedagogicznej, w niepełnym wymiarze godzin wykładał na kursach wieczorowych w College of Art w Crewe.